# 罗斯基勒条约
《罗斯基勒条约》（丹麥語、瑞典語：Freden i Roskilde）是1658年2月26日，丹麦同瑞典于丹麦城市罗斯基勒签订的和约。丹麦于1657年－1658年的丹瑞戰爭中戰敗，被迫将斯堪的纳维亚半岛南部的省份和挪威的一部分割让于瑞典。
条约细节包括：

丹麥在條約中失去的領土：
淺綠色部分割讓予瑞典
斜線部分原割讓予瑞典，後於哥本哈根條約回歸丹麥
青色部分（哈蘭）戰前已受瑞典所占，條約確認其屬於瑞典

1. 丹麦割让斯堪的纳维亚半岛南端的斯科讷、布莱金厄、哈兰和博恩霍爾姆四省给瑞典；
2. 丹麦割让挪威的特倫德拉格郡和布胡斯给瑞典；
3. 丹麦解散一切反瑞典同盟；
4. 丹麦保证禁止同瑞典敌对的战舰通过其水域进入波罗的海；
5. 丹麦恢复荷尔斯泰因-戈托普公爵领地；
6. 丹麦向瑞典支付占领军军费；
7. 丹麦向瑞典提供兵员，参加瑞典国王卡爾十世·古斯塔夫发动的战争。